# Endrey Gyula
Dr. Endrey Gyula (Eger, 1856. július 23. – Budapest, 1913. május 26.) jogi doktor, ügyvéd és országgyűlési képviselő. Endrey Béla (1891–1958) jogász, polgármester apja.

## Élete és munkássága
Endrey Antal és Tschőgl Erzsébet fiaként született. Középiskoláit Aradon és Egerben, a jogi tanulmányait Egerben az Egri Érseki Jogakadémián végezte. Budapesten avatták jogi doktorrá és ugyanott tette le az ügyvédi vizsgát. Ezután három évig (1878-80.) mint tiszteletbeli megyei aljegyző Heves megyében működött. 1881-ben Hódmezővásárhelyen telepedett le, ahol 1882-ben ügyvédi irodát nyitott. Az 1892. évi választásnál a hódmezővásárhelyi függetlenségi párt, melynek évek óta elnöke volt, országgyűlési képviselőnek választotta meg.
Írt irány- és vegyes cikkeket, tárcát stb. saját lapjaiba. Ennek előtte verseket is irt Gyulai Endre álnév alatt, melyek többek között az Egerben, a Mátravidékben, a Vásárhelyi Közlönyben és Lehel Kürtjében jelentek meg.
Szerkesztette Egerben a Friczi c. humorisztikus lapot 1876–1877-ben és a Hevesvármegye című társadalmi hetilapot 1878-ban Földváry Kálmánnal és 1879-ben (ekkor 13 száma jelent csak meg) Lőrinczfy Jánossal; a Vásárhely és Vidéke c. hódmezővásárhelyi hetilapnak szerkesztője és kiadótulajdonosa volt 1883. január 4-től.

## Házassága és leszármazottjai
Felesége a nemesi származású borosjenei Jeney Etelka (1865–1948), akinek a szülei borosjenei Jeney Imre (1820–1909), ügyvéd, földbirtokos, valamint nedeczei és rutkai Ruttkay Jozefa (1847–1884) voltak. Endrey Gyula és Jeney Etelka frigyéből született:
- Endrey Elemér
- Endrey Gyula
- Endrey Antal (1884.–Hódmezővásárhely, 1959. szeptember 10.).[9] Neje: Mihály Mária.
- Endrey László
- Endrey Béla (1891–1958) jogász, polgármester
- Endrey Hedvig (1893.–Hódmezővásárhely, 1959. május 3.).[10]
- Endrey Etelka (1895.–Hódmezővásárhely, 1970. november 14.), vöröskeresztes főnökasszony.[11]
- Endrey Erzsébet. Férje: dr. Kokovay János.
- Endrey Magdolna "Katalin" (Hódmezővásárhely, 1906. április 21.) főgimnáziumi tanár. Férje: dr. Kéz Andor (Déva, 1891. augusztus 31. – Budapest, 1968. szeptember 17.) geográfus, egyetemi tanár.[12]